# FedEx Field
El FedEx Field és un estadi de futbol americà de la ciutat de Landover (Maryland, Estats Units). El recinte allotja els partits dels Washington Redskins durant la temporada regular de l'NFL. Actualment és l'estadi amb més capacitat de tota la lliga amb 91.704 espectadors.